# Hapoel
Hapoel (en hebreu: הפועל) (en català: "el treballador") és una associació esportiva israeliana. Hapoel va ser fundada en 1926 pel sindicat de treballadors hebreus de la Terra d'Israel, la Histadrut. Hapoel ha estat vinculat històricament amb la classe treballadora israeliana.

## Història
L'associació Hapoel va ser fundada durant el Mandat britànic de Palestina. El seu origen es troba en el Hapoel Haifa F.C., equip de futbol fundat en 1924.
El 15 de maig de 1926, diversos esportistes vinculats al sindicat Histadrut es van reunir per crear un club esportiu que representés a la classe treballadora hebrea, amb divisions a les principals ciutats: Tel-Aviv, Haifa, Zikhron Ja'aqov, Petaj Tikva i Herzliya.
L'objectiu fundacional del Hapoel era acostar l'esport al major nombre possible de persones. Des del principi va tenir un clar component obrer: era laica, el seu símbol és una variant de la falç i martell que inclou un boxador, es van afiliar a la Confederació Esportiva Internacional Laborista i el seu lema fundacional va ser «esport per al poble i campions». D'aquesta manera volien distingir-se del Maccabi, club pioner en el Yishuv que és sionista i aposta pels resultats esportius, en un context de polarització política.
Durant el domini britànic, Maccabi i Hapoel van tenir una intensa rivalitat i celebraven les seves pròpies competicions esportives, la Sportiada en el cas d'aquesta organització. L'única excepció era la Lliga de Futbol de Palestina, en la qual els clubs d'ambdues entitats s'enfrontaven entre si.
Després de la independència d'Israel en 1948, el Hapoel ha competit amb Maccabi en totes les disciplines per ser la principal associació esportiva del país. Ambdues entitats van acordar la creació del Comitè Olímpic d'Israel en 1951. Avui dia, més de 2.000 equips (en la seva majoria, amateurs) en 35 disciplines porten la marca Hapoel. Això no significa que l'entitat controli tots els clubs: les seccions professionals poden pertànyer a un empresari, si bé en la majoria de casos s'ha conservat la marca.

## Clubs

### Bàsquet
- Hapoel Galil Elyon
- Hapoel Gilboa Galil Elyon
- Hapoel Holon
- Hapoel Jerusalem BC
- Hapoel Tel Aviv BC
- Hapoel Ussishkin

### Futbol
| - Hapoel Acre - Hapoel Ashkelon - Hapoel Asi Gilboa - Hapoel Balfouria - Hapoel Be'er Sheva - Hapoel Beit She'an - Hapoel Bnei Jadeidi - Hapoel Bnei Lod - Hapoel Bnei Tamra - Hapoel Hadera - Hapoel Haifa - Hapoel Herzliya - Hapoel Iksal - Hapoel Ironi Dimona - Hapoel Ironi Kiryat Shmona - Hapoel Ironi Rishon LeZion - Hapoel Jerusalem - Hapoel Katamon - Hapoel Kfar Saba | - Hapoel Kfar Shalem - Hapoel Kiryat Haim - Hapoel Kiryat Shalom - Hapoel Kisra-Sumei - Hapoel Mahane Yehuda - Hapoel Majd al-Krum - Hapoel Marmorek - Hapoel Nazareth Illit - Hapoel Petah Tikva - Hapoel Ra'anana - Hapoel Ramat Gan - Hapoel Tayibe - Hapoel Tel Aviv - Hapoel Tiberias - Hapoel Tira - Hapoel Tzafririm Holon - Hapoel Umm al-Fahm - Hapoel Yehud - Hapoel Kiryat Gat |